# Mîkolaiivka, Stara Sîneava
Mîkolaiivka (în ucraineană Миколаївка) este un sat în comuna Pîleava din raionul Stara Sîneava, regiunea Hmelnîțkîi, Ucraina.

## Demografie
Componența lingvistică a localității Mîkolaiivka
     Ucraineană (98,78%)
     Alte limbi (1,22%)
Conform recensământului din 2001, majoritatea populației localității Mîkolaiivka era vorbitoare de ucraineană (98,78%), existând în minoritate și vorbitori de alte limbi.